# Wacholderbeeröl

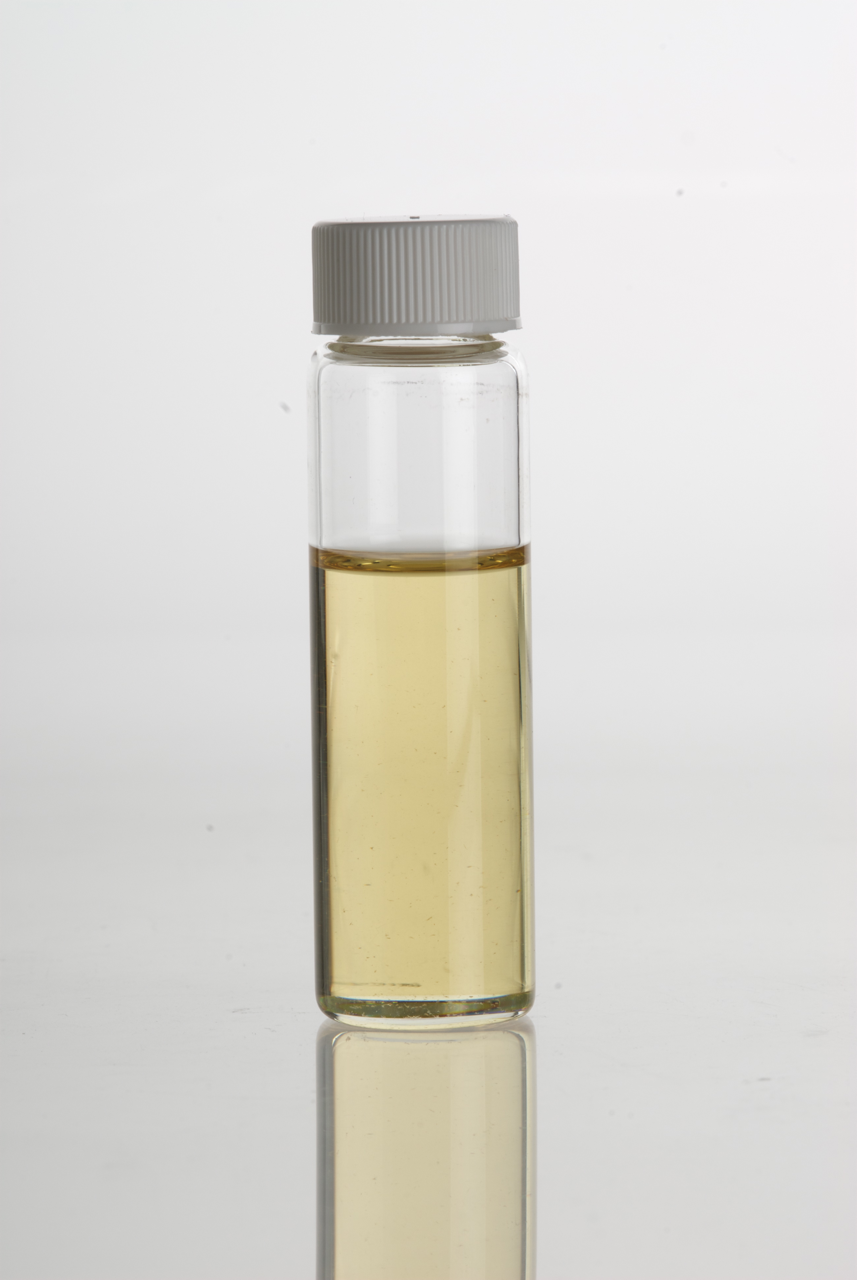
Wacholderbeeröl

Als Wacholderbeeröl (lat. Juniperi aetheroleum) bezeichnet man das durch Wasserdampfdestillation gewonnene ätherische Öl von reifen, getrockneten Wacholderbeeren. Die Ausbeute beträgt 0,8–2 %.

## Eigenschaften
Wacholderbeeröl ist farblos bis hellgelb und dünnflüssig. Die Dichte liegt bei 0,854–0,879 g·ml−1, es ist in Wasser unlöslich, in Ethanol unter leichter Trübung wenig löslich. Das Öl riecht stark terpenartig nach Koniferen und schmeckt aromatisch-bitter.

## Zusammensetzung
Wacholderbeeröl besteht vor allem aus α-Terpinen und dem Oxidationsprodukt α-Terpinen-4-ol, weiterhin aus α-Pinen (36 %), Myrcen (13 %), Caryophyllen, 3-Caren und Sabinen. Das Anbaugebiet, der Zeitpunkt der Ernte und die zur Extraktion verwendeten Pflanzenteile beeinflussen die Zusammensetzung. In den Blättern finden sich beispielsweise als Hauptkomponenten Sabinen (19,4–31,3 %), trans-Sabinylacetat (7,6–24,3 %), β-Thujon (4,5–25,8 %) sowie Terpinen-4-ol (3,4–13 %).

## Verwendung
Medizinisch wird Wacholderbeeröl nach Arzneistandard in Weichkapseln als Arzneimittel bei Verdauungsbeschwerden wie Dyspepsie und Flatulenzen verwendet. In der kosmetischen Industrie dient es als Riechstoff. Die Verwendung in Lebensmitteln ist nicht zugelassen. Die Verwendung von geringsten Mengen Wacholderöl als Schlüsselaroma ist gleichwohl in der Herstellung von Spirituosen mit Wacholder wie Gin stark verbreitet.